# Delahaye Type 1
Der Delahaye Type 1 ist ein frühes Pkw-Modell. Hersteller war Automobiles Delahaye in Frankreich.

## Beschreibung
Émile Delahaye betrieb eine kleine Gießerei in Tours und stellte ab 1882 auch Gasmotoren her. 1894 begann er mit den Versuchen an einem Automobil. 1895 war es fertig. Die Serienproduktion lief bis 1901.
Er orientierte sich an der Bauweise der Fahrzeuge von Benz & Cie. Das bedeutete Heckmotor und Heckantrieb. Der Zweizylinder-Ottomotor war in Frankreich mit 7 CV eingestuft. Er treibt über ein Dreiganggetriebe und Ketten die Hinterachse an. 100 mm Bohrung und 160 mm Hub ergeben 2513 cm³ Hubraum. Der Motor leistet 6 bis 8 PS.
Bekannt sind die Karosseriebauformen Doppelphaeton, Vis-à-vis, Dos-à-dos, Coupé, Tonneau, Break mit zwei Längsbänken und Wagonette. Sie bieten Platz für vier bis sechs Personen. 30 km/h Höchstgeschwindigkeit sind möglich.
Der Radstand beträgt 190 cm und die Spurweite 142 cm. Die Fahrzeuge sind 310 cm lang und 165 cm breit. Sie wiegen 925 kg. Die hinteren Räder sind größer als die vorderen.
Type 2 und Type 3, die 1896 bzw. 1898 das Sortiment ergänzten, waren ähnlich konzipiert und haben den gleichen Radstand. Allerdings haben sie einen größeren Motor und damit mehr Leistung.
Insgesamt entstanden 375 Fahrzeuge. Damit war es von den ersten vier Modellen Delahayes mit Heckmotor das Erfolgreichste.

## Erhaltene Fahrzeuge
Erhaltene Fahrzeuge stehen im Musée national de la Voiture in Compiègne, im Fahrzeugmuseum in Châtellerault und im Museum am Circuito del Jarama im spanischen San Sebastián de los Reyes. Daneben sind zwei Fahrzeuge mit den britischen Kennzeichen AJ 45 und GL 63 bekannt. Der letztgenannte Wagen wurde am 1. September 1899 in der Schweiz erstmals zugelassen.

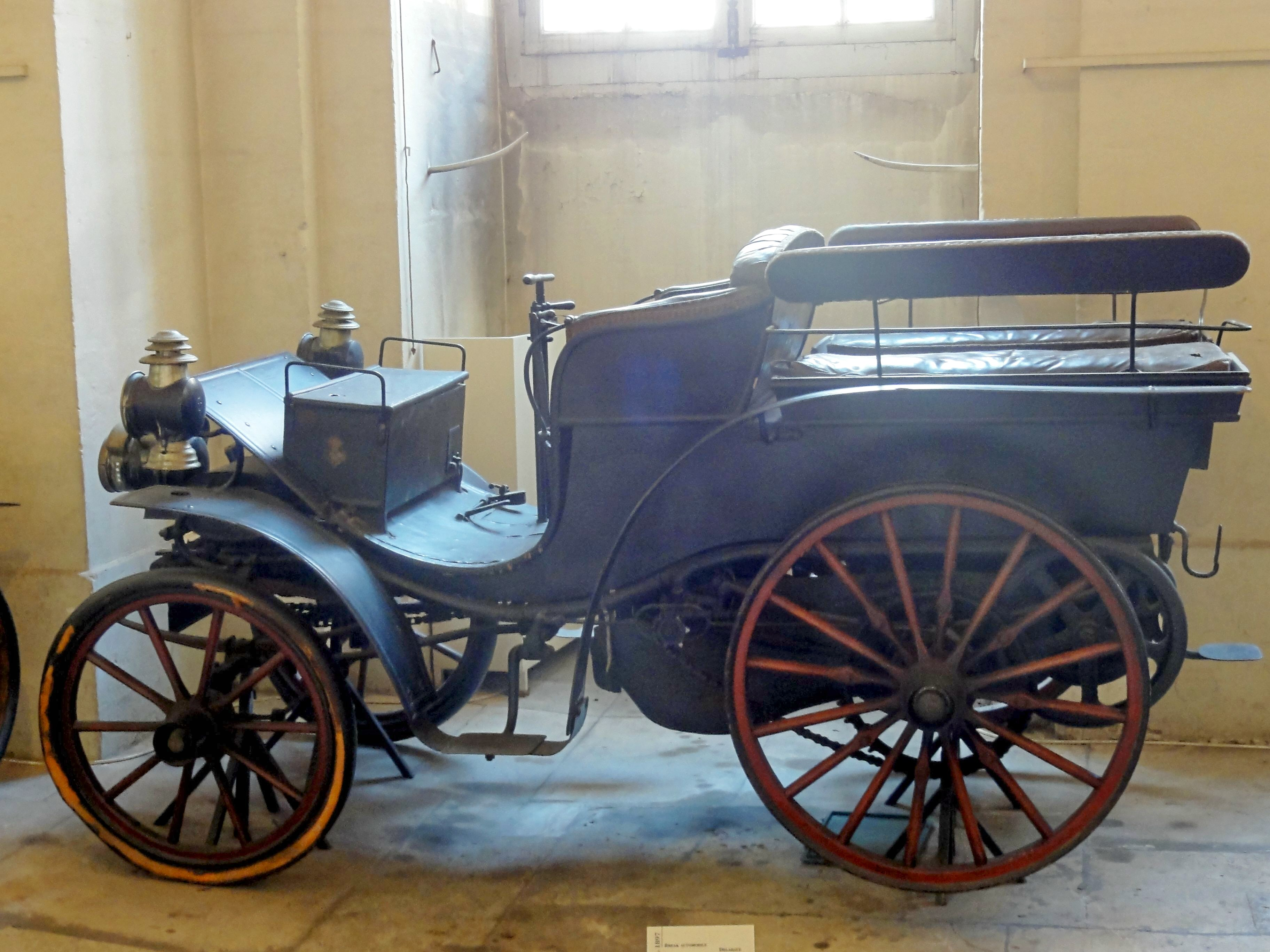
Als Break von 1897 im Musée national de la Voiture in Compiègne, Frankreich
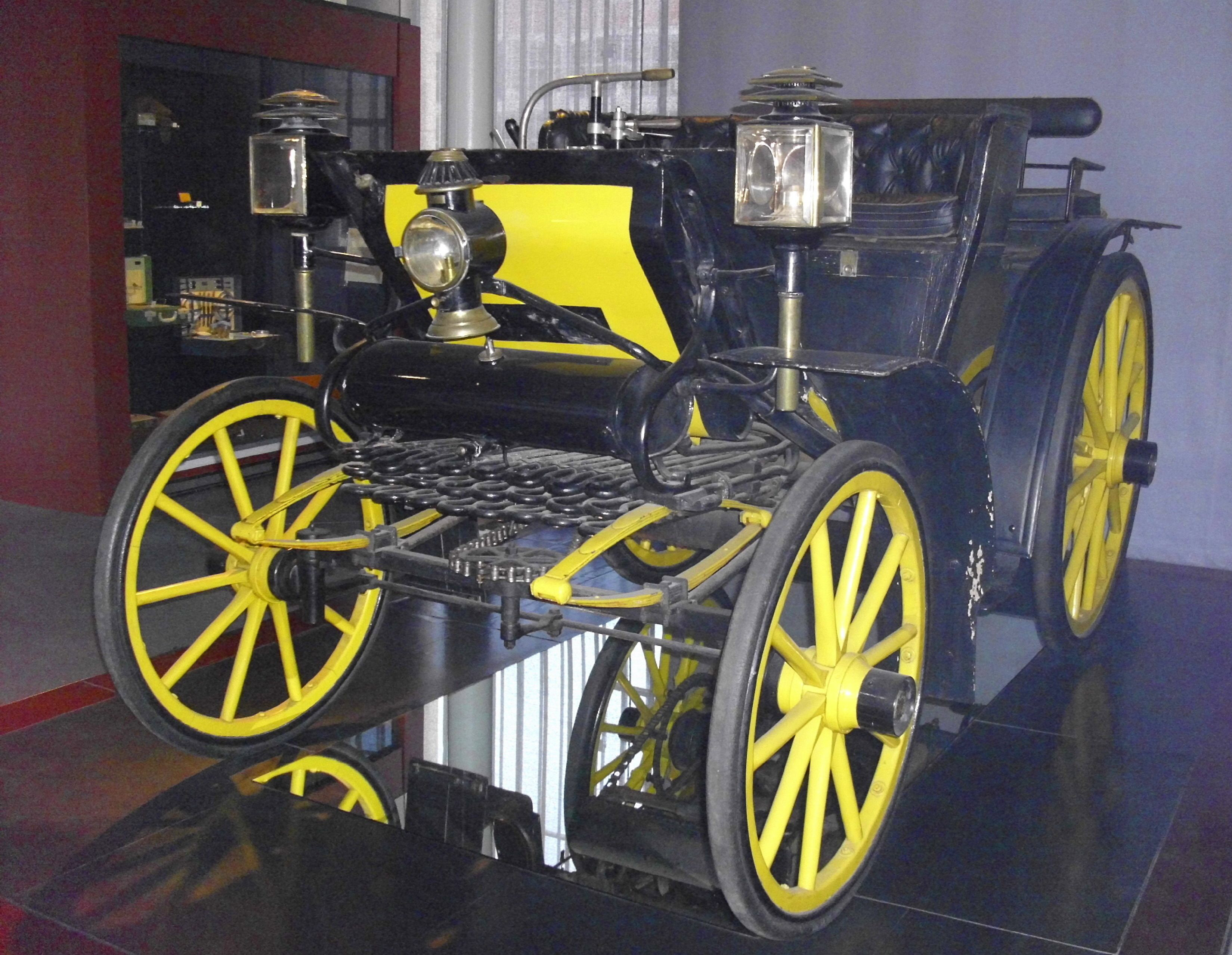
Als Doppelphaeton im Musée Auto Moto Velo in Châtellerault, Frankreich
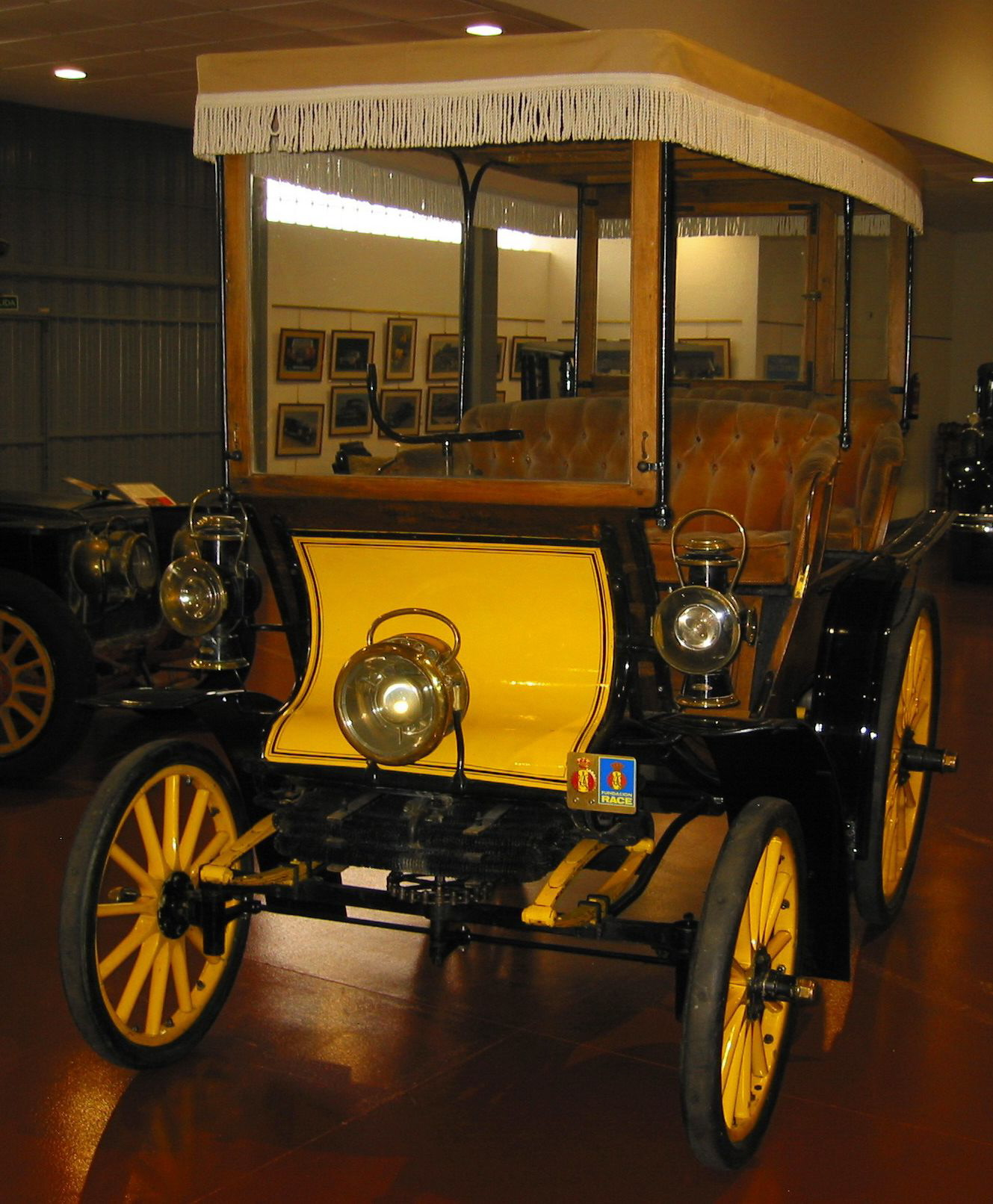
Als Tonneau mit Hecktür von 1899 im Museo de la Fundación Cultural RACE am Circuito del Jarama in San Sebastián de los Reyes, Spanien
Als Tonneau von 1899 mit dem britischen Kennzeichen AJ 45, hier beim London to Brighton Veteran Car Run im November 2006
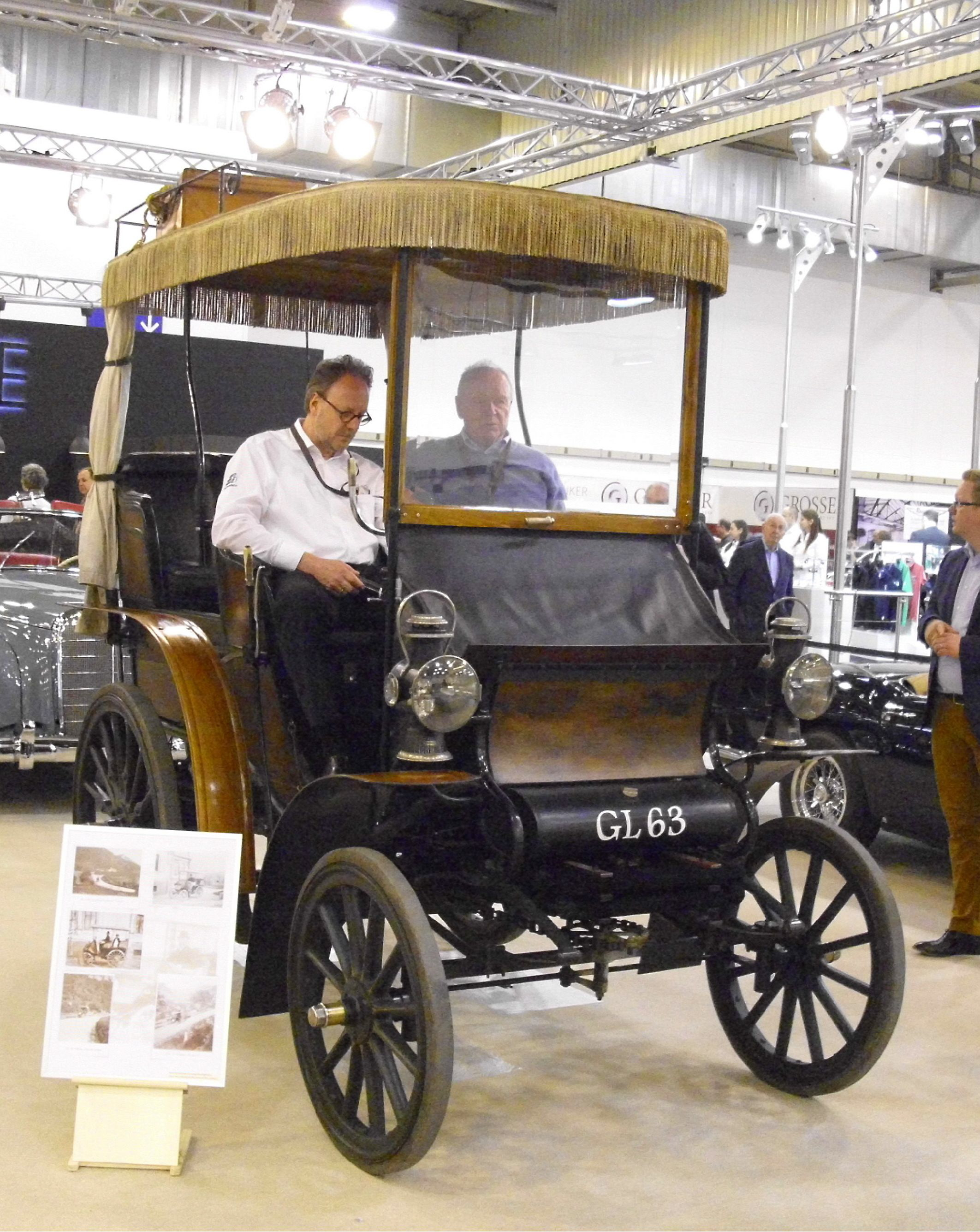
Als Tonneau mit Hecktür von 1899 mit dem britischen Kennzeichen GL 63 auf der Techno-Classica in Essen 2015

## Motorsport
Automobiles Delahaye setzte 1896 beim Rennen von Paris–Marseille–Paris zwei Fahrzeuge ein. Fahrer waren Ernest Archdeacon und Émile Delahaye. Die Fahrt ging über 1700 km, unterteilt in mehrere Etappen. Beide Fahrzeuge erreichten das Ziel und belegten die Plätze 7 und 10. Das war ein Zeichen für ihre Zuverlässigkeit. Mehr als die Hälfte der Fahrzeuge erreichte das Ziel nicht.